# Stigmella auromarginella
Stigmella auromarginella là một loài bướm đêm thuộc họ Nepticulidae. Loài này có ở Thụy Điển to Bồ Đào Nha, Crete và Cộng hòa Síp và from Ireland to Croatia. It is much more common in miền nam part of the range.
Sải cánh dài 3–5 mm. Con trưởng thành bay từ tháng 6 đến tháng 8 và từ tháng 9 đến tháng 11.
Ấu trùng ăn Agrimonia, Rubus fruticosus, Rubus sanctus và Rubus ulmifolius. Chúng ăn lá nơi chúng làm tổ. 